# Єжи Дудек
Єжи Генрик Дудек (пол. Jerzy Henryk Dudek, 23 березня 1973, Рибник) — польський футболіст, воротар збірної Польщі. Був основним голкіпером збірної на чемпіонаті світу 2002 року.

## Клубна кар'єра
Дорослу футбольну кар'єру розпочав 1991 року виступами за «Конкордію» (Кнурув).
За чотири роки перейшов до «Сокула» (Тихи), звідки 1996 року був запрошений до нідерландського «Феєнорда». Відіграв за команду з Роттердама наступні п'ять сезонів своєї ігрової кар'єри. Більшість часу, проведеного у складі «Феєнорда», був основним голкіпером команди. За цей час виборов титул чемпіона Нідерландів, ставав володарем Суперкубка Нідерландів.
Влітку 2001 року за 7,4 мільйона євро перейшов до англійського «Ліверпуля», у складі якого провів наступні шість років своєї кар'єри гравця. Спочатку був основним вороторем «червоних», а з 2005 року втратив місце у стартовому складі, коли до комнади приєднався іспанець Пепе Рейна. Відзначався досить високою надійністю, пропускаючи в іграх чемпіонату в середньому менш як один гол за матч. Виступаючи за «Ліверпуль», додав до переліку своїх трофеїв титул володаря Кубка англійської ліги, Кубка Англії, Суперкубка Англії з футболу, Суперкубка УЄФА, а також ставав переможцем Ліги чемпіонів УЄФА.
2007 року на правах вільного агента приєднався до іспанського «Реал Мадрид», де протягом чотирьох сезонів був одним із дублерів Ікера Касільяса, після чого 2011 року оголосив про завершення ігрової кар'єри. За роки в Мадриді додав до переліку своїх трофеїв титул чемпіона Іспанії, а також володаря Кубка Іспанії і Суперкубка Іспанії.

## Виступи за збірну
1998 року дебютував в офіційних матчах у складі національної збірної Польщі.
У складі збірної був учасником чемпіонату світу 2002 року в Японії і Південній Кореї.
Загалом протягом кар'єри в національній команді, яка тривала 16 років, провів у її формі 60 матчів, пропустивши 60 голів.

## Статистика виступів

### Статистика виступів за «Ліверпуль» і «Реал»
| Сезон                   | Команда                 | Чемпіонат               | Чемпіонат | Чемпіонат | Національний кубок | Національний кубок | Національний кубок | Континентальні кубки | Континентальні кубки | Континентальні кубки | Інші змагання | Інші змагання | Інші змагання | Усього | Усього |
| Сезон                   | Команда                 | Ліга                    | Ігор      | Голів     | Ліга               | Ігор               | Голів              | Ліга                 | Ігор                 | Голів                | Ліга          | Ігор          | Голів         | Ігор   | Голів  |
| ----------------------- | ----------------------- | ----------------------- | --------- | --------- | ------------------ | ------------------ | ------------------ | -------------------- | -------------------- | -------------------- | ------------- | ------------- | ------------- | ------ | ------ |
| 2001–02                 | «Ліверпуль»             | ПЛ                      | 35        | -26       | КА+КЛ              | 2+0                | -1                 | ЛЧ                   | 12                   | -10                  | СА            | -             | -             | 49     | -37    |
| 2002–03                 | «Ліверпуль»             | ПЛ                      | 30        | -33       | КА+КЛ              | 2+2                | -2 + -1            | ЛЧ+КУЄФА             | 6+5                  | -8 + -3              | СА            | 1             | -1            | 46     | -48    |
| 2003–04                 | «Ліверпуль»             | ПЛ                      | 30        | -28       | КА+КЛ              | 3+1                | -2 + -3            | КУЄФА                | 4                    | -4                   | -             | -             | -             | 38     | -37    |
| 2004–05                 | «Ліверпуль»             | ПЛ                      | 24        | -25       | КА+КЛ              | 1+6                | -1 + -4            | ЛЧ                   | 10                   | -7                   | -             | -             | -             | 41     | -37    |
| 2005–06                 | «Ліверпуль»             | ПЛ                      | 6         | -4        | КА+КЛ              | 0                  | 0                  | ЛЧ                   | 0                    | 0                    | СУ+КЧС        | 0             | 0             | 6      | -4     |
| 2006–07                 | «Ліверпуль»             | ПЛ                      | 2         | -2        | КА+КЛ              | 1+2                | -3 + -6            | ЛЧ                   | 1                    | -3                   | СА            | 0             | 0             | 6      | -14    |
| Усього за «Ліверпуль»   | Усього за «Ліверпуль»   | Усього за «Ліверпуль»   | 127       | -118      |                    | 20                 | -23                |                      | 38                   | -35                  |               | 1             | -1            | 186    | -177   |
| 2007–08                 | «Реал Мадрид»           | ПД                      | 1         | -2        | КІ                 | 4                  | -5                 | ЛЧ                   | 0                    | 0                    | СІ            | 0             | 0             | 5      | -7     |
| 2008–09                 | «Реал Мадрид»           | ПД                      | 0         | 0         | КІ                 | 2                  | -6                 | ЛЧ                   | 1                    | 0                    | СІ            | 0             | 0             | 3      | -6     |
| 2009–10                 | «Реал Мадрид»           | ПД                      | 0         | 0         | КІ                 | 2                  | -4                 | ЛЧ                   | 0                    | 0                    | СІ            | 0             | 0             | 2      | -4     |
| 2010–11                 | «Реал Мадрид»           | ПД                      | 1         | -1        | КІ                 | 0                  | 0                  | ЛЧ                   | 1                    | 0                    | СІ            | 0             | 0             | 2      | -1     |
| Усього за «Реал Мадрид» | Усього за «Реал Мадрид» | Усього за «Реал Мадрид» | 2         | -3        |                    | 8                  | -15                |                      | 2                    | 0                    |               | 0             | 0             | 12     | -18    |
| Усього за кар'єру       | Усього за кар'єру       | Усього за кар'єру       | 129       | -121      |                    | 28                 | -38                |                      | 40                   | -35                  |               | 1             | -1            | 198    | –5     |

### Статистика виступів за збірну
| Дата       | Місто                     | Господарі         | Результат | Гості                | Турнір             | Голи | Примітки |
| ---------- | ------------------------- | ----------------- | --------- | -------------------- | ------------------ | ---- | -------- |
| 25-2-1998  | Рамат-Ган                 | Ізраїль           | 2 – 0     | Польща               | товариський матч   | -1   | 46'      |
| 18-8-1999  | Варшава                   | Польща            | 1 – 2     | Іспанія              | товариський матч   | -1   | 46'      |
| 23-2-2000  | Сен-Дені                  | Франція           | 1 – 0     | Польща               | товариський матч   | -1   |          |
| 29-3-2000  | Дебрецен                  | Угорщина          | 0 – 0     | Польща               | товариський матч   | -    |          |
| 4-6-2000   | Лозанна                   | Польща            | 1 – 3     | Нідерланди           | товариський матч   | -3   |          |
| 16-8-2000  | Бухарест                  | Румунія           | 1 – 1     | Польща               | товариський матч   | -1   |          |
| 2-9-2000   | Київ                      | Україна           | 1 – 3     | Польща               | Відбір до ЧС 2002  | -1   |          |
| 7-10-2000  | Лодзь                     | Польща            | 3 – 1     | Білорусь             | Відбір до ЧС 2002  | -1   |          |
| 11-10-2000 | Краків                    | Польща            | 0 – 0     | Уельс                | Відбір до ЧС 2002  | -    |          |
| 28-2-2001  | Ларнака                   | Польща            | 4 – 0     | Швейцарія            | товариський матч   | -    | 46'      |
| 24-3-2001  | Осло                      | Норвегія          | 2 – 3     | Польща               | Відбір до ЧС 2002  | -1   | 66'      |
| 28-3-2001  | Варшава                   | Польща            | 4 – 0     | Вірменія             | Відбір до ЧС 2002  | -    |          |
| 25-4-2001  | Бидгощ                    | Польща            | 1 – 1     | Шотландія            | товариський матч   | -1   |          |
| 2-6-2001   | Кардіфф                   | Уельс             | 1 – 2     | Польща               | Відбір до ЧС 2002  | -1   |          |
| 6-6-2001   | Єреван                    | Вірменія          | 1 – 1     | Польща               | Відбір до ЧС 2002  | -1   |          |
| 15-8-2001  | Рейк'явік                 | Ісландія          | 1 – 1     | Польща               | товариський матч   | -1   |          |
| 1-9-2001   | Краків                    | Польща            | 3 – 0     | Норвегія             | Відбір до ЧС 2002  | -    |          |
| 5-9-2001   | Мінськ                    | Білорусь          | 4 – 1     | Польща               | Відбір до ЧС 2002  | -4   |          |
| 6-10-2001  | Катовиці                  | Польща            | 1 – 1     | Україна              | Відбір до ЧС 2002  | -1   |          |
| 27-3-2002  | Лодзь                     | Польща            | 0 – 2     | Японія               | товариський матч   | -2   | 46'      |
| 17-4-2002  | Лодзь                     | Польща            | 1 – 2     | Румунія              | товариський матч   | -2   |          |
| 4-6-2002   | Пусан                     | Південна Корея    | 2 – 0     | Польща               | ЧС 2002 - 1-й етап | -2   |          |
| 10-6-2002  | Чонджу                    | Португалія        | 4 – 0     | Польща               | ЧС 2002 - 1-й етап | -4   |          |
| 12-10-2002 | Варшава                   | Польща            | 0 – 1     | Латвія               | Відбір до ЧЄ 2004  | -1   |          |
| 20-11-2002 | Копенгаген                | Данія             | 2 – 0     | Польща               | товариський матч   | -2   |          |
| 12-2-2003  | Спліт                     | Хорватія          | 0 – 0     | Польща               | товариський матч   | -    |          |
| 29-3-2003  | Хожув                     | Польща            | 0 – 0     | Угорщина             | Відбір до ЧЄ 2004  | -    |          |
| 2-4-2003   | Островець-Свентокшиський  | Польща            | 5 – 0     | Сан-Марино           | Відбір до ЧЄ 2004  | -    |          |
| 6-6-2003   | Познань                   | Польща            | 3 – 0     | Казахстан            | товариський матч   | -    | 46'      |
| 11-6-2003  | Стокгольм                 | Швеція            | 3 – 0     | Польща               | Відбір до ЧЄ 2004  | -3   |          |
| 20-8-2003  | Таллінн                   | Естонія           | 1 – 2     | Польща               | товариський матч   | -1   |          |
| 6-9-2003   | Рига                      | Латвія            | 0 – 2     | Польща               | Відбір до ЧЄ 2004  | -    |          |
| 10-9-2003  | Краків                    | Польща            | 0 – 2     | Швеція               | Відбір до ЧЄ 2004  | -2   |          |
| 11-10-2003 | Будапешт                  | Угорщина          | 1 – 2     | Польща               | Відбір до ЧЄ 2004  | -1   |          |
| 12-11-2003 | Варшава                   | Польща            | 3 – 1     | Італія               | товариський матч   | -1   |          |
| 16-11-2003 | Плоцьк (Польща)           | Польща            | 4 – 3     | Сербія та Чорногорія | товариський матч   | -    | 46'      |
| 18-2-2004  | Сан-Фернандо              | Словенія          | 0 – 2     | Польща               | товариський матч   | -    |          |
| 31-3-2004  | Плоцьк (Польща)           | Польща            | 0 – 1     | США                  | товариський матч   | -1   |          |
| 28-4-2004  | Бидгощ                    | Польща            | 0 – 0     | Ірландія             | товариський матч   | -    | 58'      |
| 29-5-2004  | Щецин                     | Польща            | 1 – 0     | Греція               | товариський матч   | -    | 46'      |
| 5-6-2004   | Стокгольм                 | Швеція            | 3 – 1     | Польща               | товариський матч   | -3   |          |
| 18-8-2004  | Познань                   | Польща            | 1 – 5     | Данія                | товариський матч   | -2   | 46'      |
| 4-9-2004   | Белфаст                   | Північна Ірландія | 0 – 3     | Польща               | Відбір до ЧС 2006  | -    |          |
| 8-9-2004   | Краків                    | Польща            | 1 – 2     | Англія               | Відбір до ЧС 2006  | -2   |          |
| 9-10-2004  | Відень                    | Австрія           | 1 – 3     | Польща               | Відбір до ЧС 2006  | -1   |          |
| 13-10-2004 | Кардіфф                   | Уельс             | 2 – 3     | Польща               | Відбір до ЧС 2006  | -2   |          |
| 17-11-2004 | Сен-Дені                  | Франція           | 0 – 0     | Польща               | товариський матч   | -    |          |
| 9-2-2005   | Гродзиськ-Велькопольський | Польща            | 1 – 3     | Білорусь             | товариський матч   | -1   | 46'      |
| 26-3-2005  | Варшава                   | Польща            | 8 – 0     | Азербайджан          | Відбір до ЧС 2006  | -    |          |
| 30-3-2005  | Варшава                   | Польща            | 1 – 0     | Північна Ірландія    | Відбір до ЧС 2006  | -    |          |
| 4-6-2005   | Баку                      | Азербайджан       | 0 – 3     | Польща               | Відбір до ЧС 2006  | -    |          |
| 13-11-2005 | Барселона                 | Еквадор           | 0 – 3     | Польща               | товариський матч   | -    | 66'      |
| 16-11-2005 | Островець-Свентокшиський  | Польща            | 3 – 1     | Естонія              | товариський матч   | -    | кап. 46' |
| 1-3-2006   | Кайзерслаутерн            | Польща            | 0 – 1     | США                  | товариський матч   | -    | 46'      |
| 28-3-2006  | Ер-Ріяд                   | Саудівська Аравія | 1 – 2     | Польща               | товариський матч   | -1   | 84'      |
| 2-5-2006   | Белхатів                  | Польща            | 0 – 1     | Литва                | товариський матч   | -1   | кап. 82' |
| 16-8-2006  | Оденсе                    | Данія             | 2 – 0     | Польща               | товариський матч   | -2   |          |
| 2-9-2006   | Бидгощ                    | Польща            | 1 – 3     | Фінляндія            | Відбір до ЧЄ 2008  | -3   |          |
| 14-10-2009 | Хожув                     | Польща            | 0 – 1     | Словаччина           | Відбір до ЧС 2010  | -1   |          |
| 4-6-2013   | Краків                    | Польща            | 2 – 0     | Ліхтенштейн          | товариський матч   | -    | кап. 34' |
| Усього     |                           | Матчів            | 60        |                      | Голів              | -60  |          |

## Досягнення
«Феєнорд»
- Чемпіон Нідерландів: 1998/1999
- Володар Суперкубка Нідерландів: 1999

 «Ліверпуль»
- Влолодар Кубка Футбольної ліги: 2002/2003
- Переможець Ліги чемпіонів: 2004/2005
- Володар Суперкубка УЄФА: 2005
- Володар Кубка Англії: 2005/2006
- Володар Суперкубка Англії: 2006

 «Реал (Мадрид)»
- Чемпіон Іспанії: 2007/2008
- Володар Суперкубка Іспанії: 2008
- Володар Кубка Іспанії: 2010/2011

## Нагороди
- Найкращий воротар Ередивізі: 1999, 2000
- Найкращий футболіст Ередивізі: 2000
- Футболі́ст ро́ку в По́льщі: 2000